# Peter Daiser
Peter Daiser (* 1979) ist Professor an der Hochschule für Verwaltung in Niedersachsen (HSVN).

## Leben und Wirken
Daiser schloss ein Diplomstudium in International Business an der Fachhochschule Nürnberg (Vorgängereinrichtung der Technischen Hochschule Nürnberg Georg Simon Ohm) und ein Masterstudium in Business and Engineering ab. Er promovierte zur Corporate Governance öffentlicher Unternehmen am Lehrstuhl für Informations- und Kommunikationsmanagement der Deutschen Universität für Verwaltungswissenschaften Speyer.
Von 2007 bis 2014 war er als Consultant und Manager für internationale Beratungsunternehmen tätig. Er ist heute Professor für E-Government & Digitale Transformation an der HSVN und Leiter des Instituts für Digitalisierung und Datenschutz (ID2) am NSI der HSVN.